# Distretto di Altona

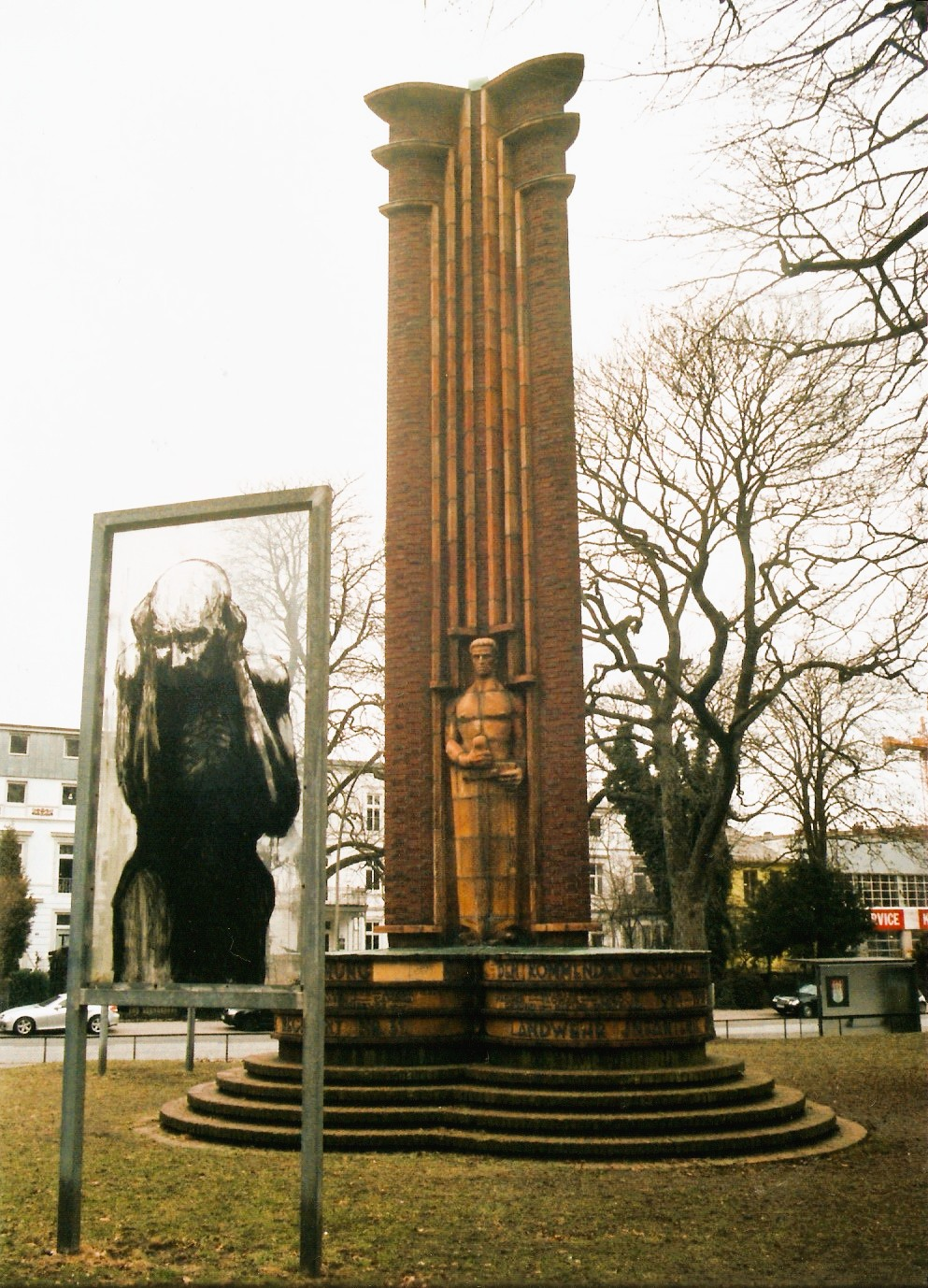
Il pensiero e la contro-memoriale dell'ex Reggimento Altona

Il distretto di Altona (in tedesco Bezirk Altona) è il più occidentale dei distretti di Amburgo. Nel 2010 la sua popolazione ammontava a 251 563 abitanti.

## Geografia fisica
Altona sorge sulla sponda destra del fiume Elba, ad ovest della città di Amburgo, nella Germania settentrionale.

## Storia
Altona fu fondata nel 1535 come piccolo villaggio di pescatori nel ducato di Holstein. Nel 1648 venne annessa dalla Danimarca insieme al ducato di Holstein-Glückstadt, e in breve tempo divenne una delle più grandi e importanti città portuali del regno danese. Nel 1664 il re Federico III di Danimarca concesse ad Altona i diritti di città. Molti ebrei amburghesi, a causa delle forti restrizioni e discriminazioni che subivano nella loro città, dovettero trasferirsi e scelsero come città Altona dove le leggi danesi garantivano loro una vita tranquilla. 
Con la fine della seconda guerra dello Schleswig, nel 1864, la città, insieme a tutto lo Holstein, venne amministrata congiuntamente dagli austriaci che tuttavia tre anni dopo, in seguito alla guerra austro-prussiana, dovettero a loro volta cederla a tutti gli effetti al regno di Prussia. Nel periodo immediatamente successivo alla prima guerra mondiale Altona venne scossa da numerosi scioperi e proteste. Nel 1937, il cosiddetto Atto della Grande Amburgo decretò la cessione della città di Altona dalla Prussia al Land di Amburgo.

## Cultura

### Osservatorio astronomico
L'Osservatorio di Altona fu fondato nel 1815 da Heinrich Christian Schumacher per eseguire la triangolazione geodetica dello Jütland. Nel 1821 l'osservatorio iniziò la pubblicazione delle Astronomische Nachrichten, la più antica rivista di astronomia ancora edita.

### Cinema
Il distretto è citato nel film I sequestrati di Altona tratto dal dramma Les Séquestrés d'Altona di Jean-Paul Sartre.

## Geografia antropica
Altona confina a nord con il distretto di Eimsbüttel, a est con il distretto di Amburgo-Centro, a sud con il distretto di Harburg e con il Land della Bassa Sassonia, a ovest con il Land dello Schleswig-Holstein.

### Suddivisione amministrativa
Il distretto di Altona è diviso in 14 quartieri (Stadtteil):
- Altona-Altstadt
- Altona-Nord
- Bahrenfeld
- Blankenese
- Groß Flottbek
- Iserbrook
- Lurup
- Nienstedten
- Osdorf
- Othmarschen
- Ottensen
- Rissen
- Sternschanze
- Sülldorf

## Sport
Altona è sede della società polisportiva Altonaer Fußball-Club von 1893, attiva nel calcio, nella pallamano, nel karate, nel tennis tavolo e nella pallavolo.